# Kirche am Kolk

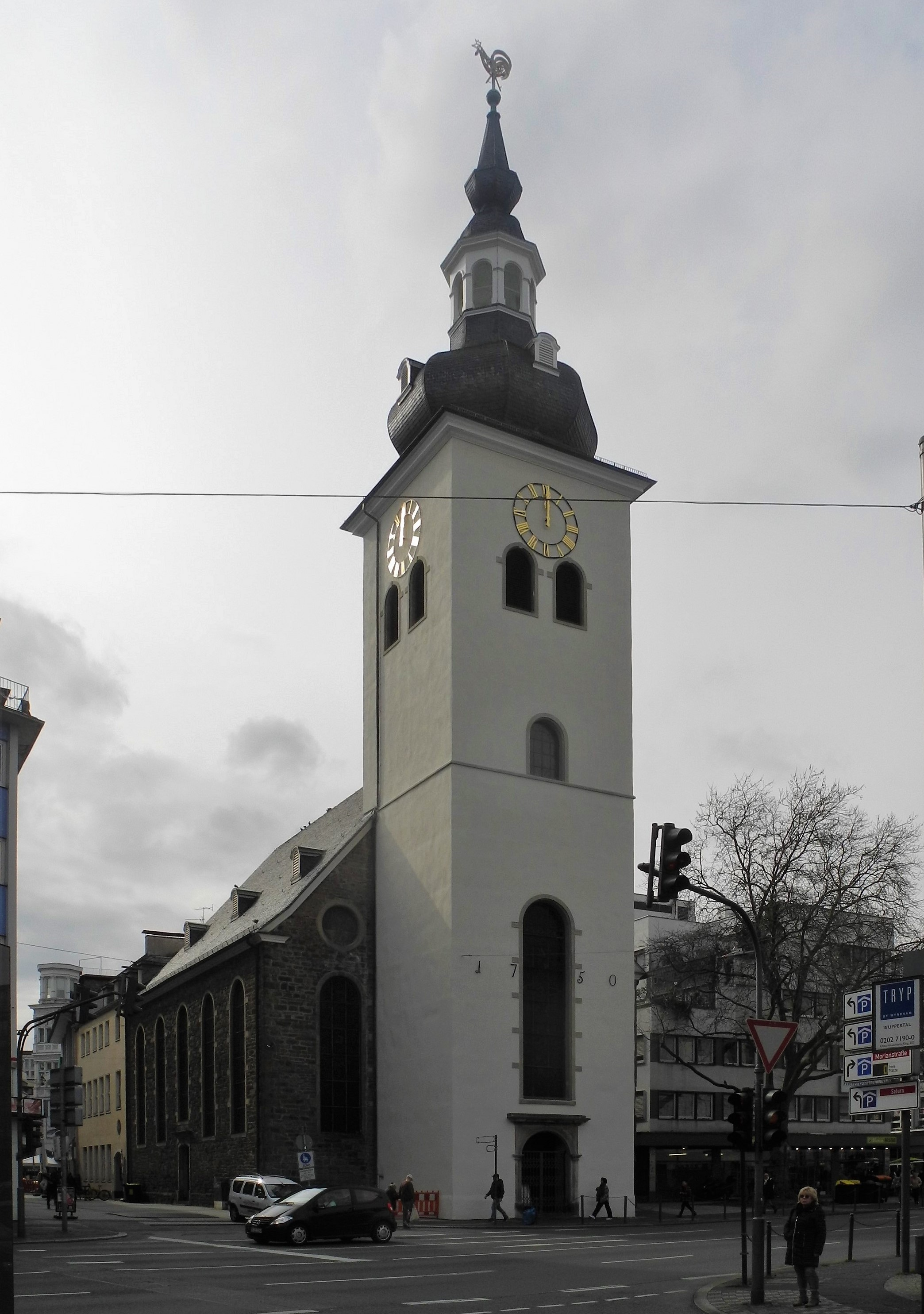
Kirche am Kolk, März 2023

Die Kirche am Kolk (auch Alte lutherische Kirche am Kolk) ist nach der Alten reformierten Kirche das zweitälteste Kirchengebäude im Wuppertaler Stadtteil Elberfeld. Die ursprünglich barocke Kirche wurde mehrmals umgebaut und renoviert, zuletzt in den 2020er Jahren. Ende September 2024 wurde sie entwidmet.

## Geschichte
Im ursprünglich stark vom Calvinismus geprägten Elberfeld des 17. Jahrhunderts gab es nach der Reformation nur wenige Lutheraner, welche ihre Ausprägung des reformatorischen Christentums zumeist im Privaten ausüben mussten und von den umliegenden lutherischen Kirchspielen Schwelm und Lüttringhausen betreut wurden. 1694 wählten sie mit Heinrich Trippler einen eigenen Pfarrer, das Recht zur privaten Religionsausübung wurde kurze Zeit später vom Kurfürsten bestätigt.
Bereits 1687 (im Jahr des Elberfelder Stadtbrandes) konnten die Lutheraner ein Grundstück an der heutigen Schönen Gasse erwerben, welches damals am Rande des Elberfelder Zentrums lag, unweit der Reformierten Kirche. 1699 wurde auf diesem Grundstück ein Gemeindehaus mit vier Wohnungen und einem kleinen Gottesdienstsaal errichtet. Schon damals existierte in einem kleinen Dachreiter ein einstimmiges Geläut. 1724 wurde der Kirchsaal erweitert und mit umlaufenden Emporen versehen. 1726 erhielt die Gemeinde das Recht zur öffentlichen Religionsausübung und 1747 wurde vom Landesherrn Kurfürst Karl Theodor der Bau einer Kirche mit Turm und Glocken gestattet, wofür das Grundstück 1748 erweitert wurde. Ursprünglich war der Bau der Kirche am alten lutherischen Friedhof am Hofkamp vorgesehen, wodurch das Gemeindehaus weiterhin zur Verfügung hätte stehen können, doch mit einer Stimme Mehrheit im Gemeinderat entschied man sich für den Bau an der Schönen Gasse und den Abriss des alten Gemeindehauses. Am 20. Mai 1748 wurde der Grundstein gelegt und am 5. Juli 1752 konnte die barocke Kirche mit 1294 Sitzplätzen eingeweiht werden. Zeitgleich mit der Kirche wurde das neue Pfarrhaus am Westende des Kirchbaus eingeweiht, welches sich baulich an die Kirche anschloss. Zeitgleich wurde durch Jacob Engelbert Teschemacher eine erste Orgel eingebaut, sie besaß 37 Register auf zwei Manualen mit Pedal.

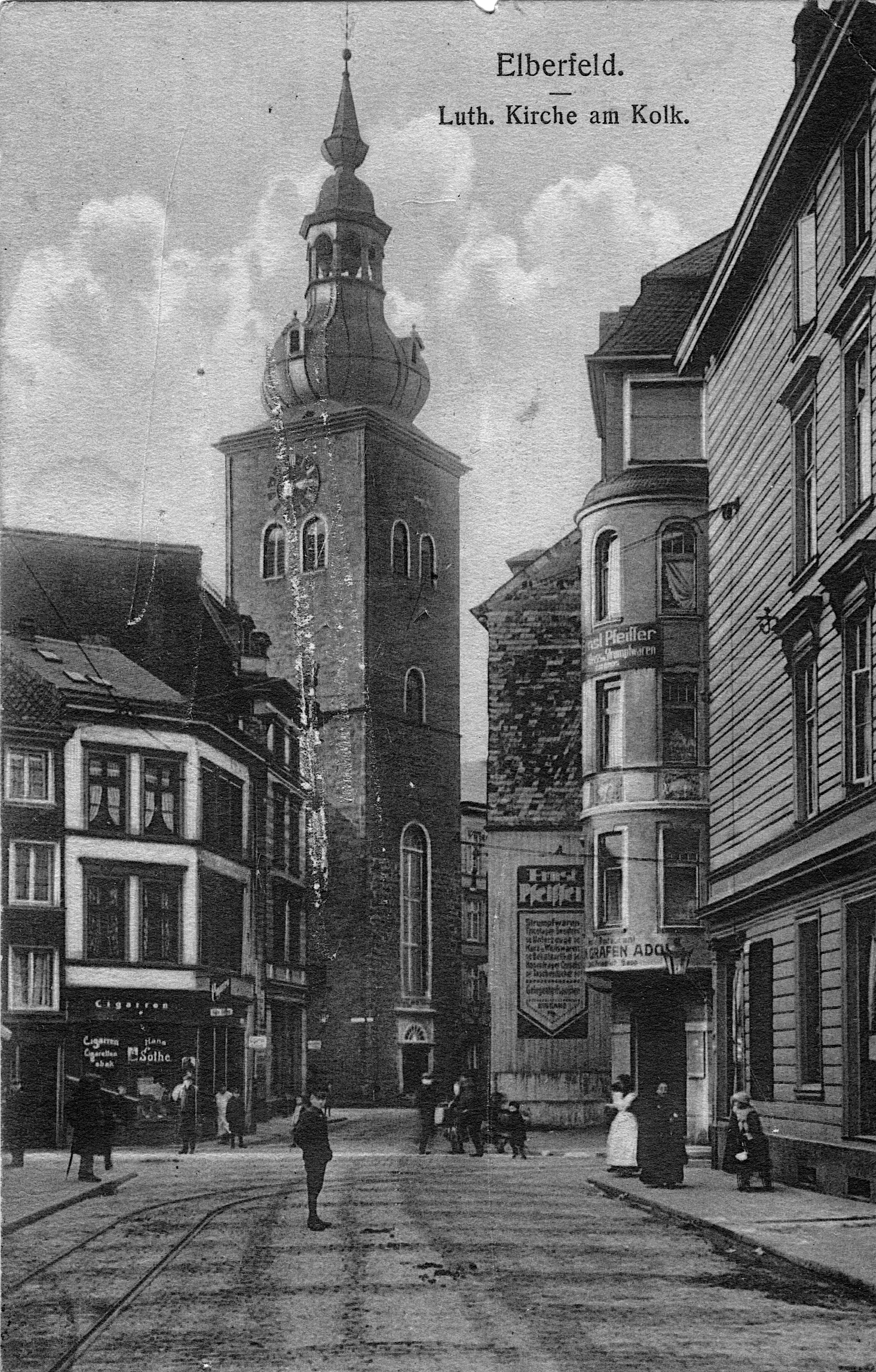
Die Kirche von Südost, 1919

In ihrer Gestaltung folgte die Kirche insbesondere im Innenraum dem Typ der bergischen Predigtkirche mit dem Vorbild der Alten Reformierten Kirche. Die Prinzipalstücke befanden sich an der Westseite, mit umlaufenden Emporen an allen drei weiteren Seiten. Der quadratische Turm war zunächst noch mit einem einfachen Pyramidendach bekrönt, welches erst 1774 durch eine als „bergisch“ geltende Zwiebelturmhaube ersetzt wurde. Die erste Haube war deutlich schmaler als die heutige und orientierte sich stark an der Haube der Alten Reformierten Kirche, wenngleich die Haube der Kirche am Kolk bewusst zwei Meter höher ausgeführt wurde als die Haube der Nachbarkirche. 1805 wurde die Kirche das erste Mal renoviert; ein weiterer einschneidender Umbau 1912 verringerte die Sitzplatzanzahl auf knapp 1000, die Turmhaube wurde mit Kupfer verkleidet.
Im Zweiten Weltkrieg wurde die Kirche am 25. Juni 1943 von Brandbomben schwer getroffen und brannte aufgrund der hölzernen Innenausstattung bis auf die Grundmauern vollständig aus. Bereits am 14. Oktober 1951 konnte die provisorisch wiederhergestellte Kirche neu eingeweiht werden, das Notdach des Turmes wurde 1956 durch eine nunmehr wieder schiefergedeckte Zwiebelturmhaube ersetzt. 1954 folgte eine neue Orgel von Emil Hammer. Die Sitzplatzanzahl wurde auf 430 verringert.
1972 wurde die alte Orgel durch ein neues Instrument aus der Werkstatt Johannes Klais ersetzt, die alte Orgel wurde an die katholische Gemeinde Herz Jesu verkauft. In Folge einer Explosion bei einem benachbarten Juwelier in der Elberfelder Innenstadt am 22. August 1973 wurde die Kirche schwer beschädigt. Das Mauerwerk wurde in seiner Substanz stark beeinträchtigt und die Kirchenfenster gingen allesamt verloren, auch das Gemeindehaus am Westende der Kirche musste völlig neu errichtet werden.
Kurz vor Beendigung der Wiederherstellungsmaßnahmen an der Substanz der Kirche wurde die Kirche in der Nacht zum 14. März 1974 Opfer einer schweren Brandstiftung. Die neue Orgel präsentierte sich aufgrund der starken Hitzeentwicklung als Ansammlung verschmolzener Zinnpfeifen und musste verschrottet werden, die Täter wurden nie gefasst. Bis Weihnachten 1975 wurde die Kirche erneut instand gesetzt. Der Innenraum mit nur noch 250 Sitzplätzen präsentiert sich seitdem vollkommen schlicht, mit dunklem Holzgestühl und einer einfachen Orgelempore über dem Eingang.

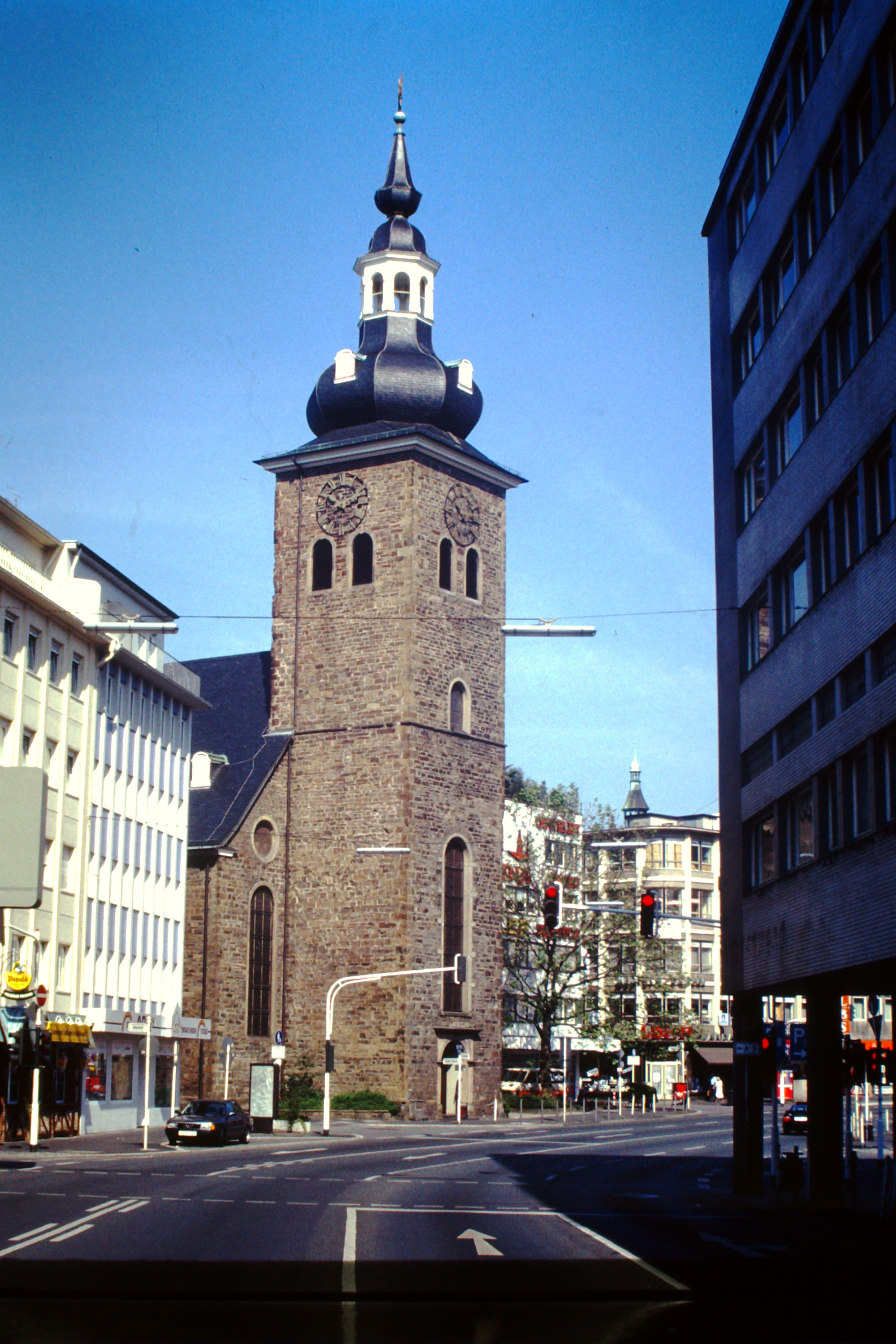
Ansicht von Südost, 1990

Seit dem 15. Juni 1984 steht die Kirche unter Denkmalschutz. Bis 2005 war die Kirche Zentrum der Evangelisch-Lutherischen Kirchengemeinde am Kolk, welche das Zentrum Elberfelds umfasste. Nach Vereinigung mit der Evangelischen Kirchengemeinde Elberfeld-Nord ist die Kirche zusammen mit der Auferstehungskirche am Katernberg, dem Gemeindezentrum Eckbusch, dem Katernberger Vereinshaus und der Friedhofskirche Predigtstätte der größten Kirchengemeinde der Stadt, befindet sich aber im mitgliederärmsten Gemeindebezirk.
Bei einer Begutachtung der Turmhaube wurden 2016 massive Schäden am Mauerwerk des Kirchturmes festgestellt, woraufhin die Glocken seltener geläutet und der Turm im Dezember 2016 eingerüstet wurde. Die Untersuchungen ergaben, dass 20 Prozent der Mauer- und 90 Prozent der Ecksteine ersetzt werden müssten, um den Kirchturm zu erhalten. Das einfache Mauerwerk des Turmes war nach dem Krieg nur geringfügig instand gesetzt und nach den Zerstörungen 1973 und 1974 nicht auf größere Schäden untersucht worden. Die für die Sanierung veranschlagte Summe von rund 1,5 Millionen Euro konnte weder von der Gemeinde, noch vom Kirchenkreis Wuppertal aufgebracht werden. Die Gemeinde nannte in der Vorbereitung eines Finanzierungsplans im Februar 2018 einen möglichen Abschluss der Reparaturarbeiten bis zum Frühjahr 2019. Die Finanzierung verzögerte das Projekt: Um Förderzusagen des Bundes und des Landes zu erhalten, wurde die Kostenschätzung 2018 aktualisiert. Neben Spenden musste die Kirchengemeinde einen großen Teil alleine aufbringen. Im März 2020 begannen Arbeiten an der Instandsetzung der Turmhaube, während Ausschreibungen und weitere Spendensammelaktionen liefen. Im Zug der Baumaßnahmen wurde die Orgel im Dezember 2020 verhüllt. Im Dezember 2022 wurde das Gerüst abgebaut, Anfang 2023 war die Sanierung abgeschlossen. Sie hatte rund zwei Millionen Euro gekostet, wofür die Gemeinde einige Grundstücke verkauft hatte. Seitdem ist der Turm hell verputzt, was dem historischen Zustand bis ins 19. Jahrhundert entspricht.
Im Rahmen der Gemeindeversammlung am 14. Januar 2024 gab die Gemeinde die Pläne zur Veräußerung der Kirche bekannt. Die Pläne stießen nach der Renovierung auf Kritik. Am 29. September 2024 wurde die Kirche entwidmet.

## Bauwerk

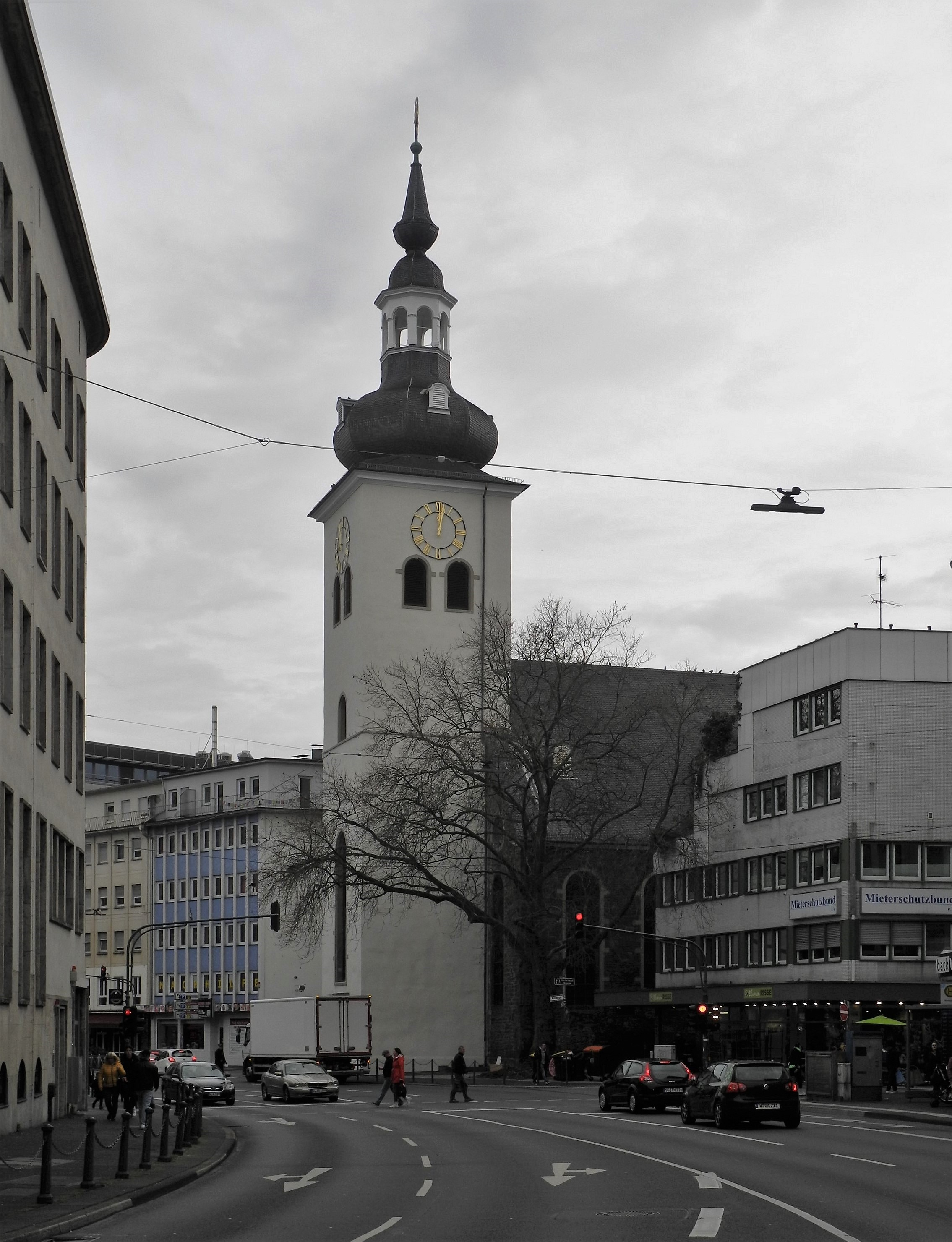
Ansicht der Kirche von Norden, März 2023

Die schlichte barocke Saalkirche aus Sandsteinmauerwerk folgt dem Vorbild der nur wenige hundert Meter entfernten Alten reformierten Kirche: Das Innere war ursprünglich mit umlaufenden hölzernen Emporen bebaut, die Kanzel befand sich, dem Typus der Predigtkirche folgend, mittig über dem Altar.
Der Kirchraum ist nach Westen ausgerichtet, der Ostfassade ist mittig ein quadratischer Turm vorgesetzt, der von einer barocken Zwiebelhaube (1774) mit Laterne bekrönt wird. Je fünf Rundbogenfenster erleuchten an den Längsseiten den Raum, deren zwei an der Ostfassade; das Gebäude ist auf der Altarseite mit einem angrenzenden Wohn- und Geschäftshaus verbunden und daher hier fensterlos. Nach dem Krieg wurde der ursprüngliche Innenraum nicht wiederhergestellt, man entschied sich für einen hohen offenen Raum mit einer schlichten Apsis ohne Emporen (bis auf eine kleine Orgelempore über dem Eingangsportal).

### Glocken
Die heutigen Bronzeglocken der Kirche wurden von der Glocken- und Kunstgießerei Rincker gegossen und überstanden Explosion und Großbrand ohne größere Schäden. Bedingt durch den dringend sanierungsbedürftigen Kirchturm dürfen die Glocken allerdings seit Feststellung der fatalen Schäden am Mauerwerk nicht mehr geläutet werden; nur die Stundenglocke erklingt weiterhin.
| Name                     | Schlagton | Gewicht (kg) | Gussjahr | Inschrift                                                          |
| ------------------------ | --------- | ------------ | -------- | ------------------------------------------------------------------ |
| Domina- oder Vaterglocke | h°        | 2650         | 1963     | Gott, dein Weg ist heilig                                          |
| Christusglocke           | d¹        | 1659         | 1955     | Jesus Christus gestern und heute und derselbe und auch in Ewigkeit |
| Trauglocke               | e¹        | 1250         | 1968     | Singet dem Herrn ein neues Lied                                    |
| Betglocke                | fis¹      | 750          | 1955     | O Land, Land, Land, höre des Herrn Wort                            |
| Taufglocke               | a¹        | 500          | 1968     | Wer da glaubet und getauft wird, der wird selig werden             |
| Benjamin                 | h¹        | 350          | 1984     | Ich will den Herrn loben allezeit                                  |

## Orgeln
Im Laufe ihrer Geschichte befanden sich in der Kirche am Kolk mehrere, teils bedeutende und erwähnenswerte Orgeln:

### Teschemacher-Orgel um 1752
Die erste Orgel wurde vom Elberfelder Orgelbauer Jakob Engelbert Teschemacher 1760 für die Kirche angefertigt und war neben der Orgel der Alten Kirche Wupperfeld eine der größten Teschemacher-Orgeln und eine der größten Orgeln im rheinischen Raum. Bemerkenswert war das hinter eine Statue gesetzte Vox angelica 2'-Register, wodurch die Töne der Pfeifen durch den geöffneten Mund der Statue abgegeben wurden. Einer Überlieferung nach konnte der Mund dabei sogar bewegt werden.
In einem Gutachten von Christian Roetzel von 1823 wird neben der Disposition der Zustand der Orgel überliefert. So empfahl er, neben einer Sanierung des Spieltisches auch das Hinzufügen einiger Pedalregister, bewertete aber das Allgemeinbild der Orgel äußerst positiv. Um 1840 wurde der Neubau der Orgel durch Ibach erwogen. Welcher der beiden erhaltenen Entwürfe dabei ausgeführt wurde, ist nicht bekannt.
| Manual I C–g3 |                  |     |
| 1.            | Principal        | 8′  |
| 2.            | Bourdon          | 16′ |
| 3.            | Salicional       | 16′ |
| 4.            | Flaut Traverso   | 8′  |
| 5.            | Violdigamba      | 8′  |
| 6.            | Gedeckt          | 8′  |
| 7.            | Flaut Traverso   | 4′  |
| 8.            | Octav            | 4′  |
| 9.            | Flaut            | 4′  |
| 10.           | Quinte           | 3′  |
| 11.           | Octav            | 2′  |
| 12.           | Tertia           | 1⅗′ |
| 13.           | Mixtur           | 1½′ |
| 14.           | Cornetti (Disc.) | 1½′ |
| 15.           | Fagott           | 16′ |
| 16.           | Trompet (Baß)    | 8′  |
| 17.           | Trompet (Disc.)  | 2′  |
| 18.           | Unda maris       | 8′  |

| Manual II C–g3 |                        |     |
| 19.            | Principal              | 4′  |
| 20.            | Bourdon                | 8′  |
| 21.            | Rohrflaut              | 8′  |
| 22.            | Quintadena             | 8′  |
| 23.            | Cornetti (Discant)     | ¾′  |
| 24.            | Salicional             | 4'  |
| 25.            | Tintinabel III         |     |
| 26.            | Nachthorn              | 4′  |
| 27.            | Octav                  | 2′  |
| 28.            | Gemshorn               | 2′  |
| 29.            | Quinta Gedeckt         | 3′  |
| 30.            | Nazard                 | 1½′ |
| 31.            | Flageolet              | 2′  |
| 32.            | Sedec (Sedecim)        | 1'  |
| 33.            | Fagott (Baß)           | 8'  |
| 34.            | Clairon (Discant)      | 2′  |
| 35.            | Clairon (Baß)          | 4'  |
| 36.            | Vox humana (Discant)   | 2'  |
| 37.            | Vox angelica (Discant) | 2′  |

| Pedal C–f1 |          |     |
| 38.        | Bombarde | 16′ |
| 39.        | Sordun   | 16′ |
| 40.        | Trompet  | 4′  |
| 41.        | Cornett  | 2′  |

- Koppeln: II/I, I/P, II/P

### Walcker-Orgel von 1894
1894 wurde die Orgel der Kirche durch Eberhard Friedrich Walcker dem Zeitgeschmack entsprechend umdisponiert, wobei der alte Prospekt erhalten blieb. Die Traktur wurde pneumatisch umgebaut, die neue Orgel zu Pfingsten eingeweiht.
| Manual I C–g3 |                |     |
| 1.            | Bourdon        | 16′ |
| 2.            | Principal      | 8′  |
| 3.            | Bourdon        | 8′  |
| 4.            | Doppelflöte    | 8′  |
| 5.            | Viola di Gamba | 8′  |
| 6.            | Gemshorn       | 8′  |
| 7.            | Viola d’amour  | 8′  |
| 8.            | Trompete       | 8′  |
| 9.            | Octav          | 4′  |
| 10.           | Rohrflöte      | 4′  |
| 11.           | Octav          | 2′  |
| 12.           | Mixtur IV      | 2⅔′ |

| Manual II (Schwellwerk) C–g3 |                  |     |
| 13.                          | Lieblich Gedeckt | 16′ |
| 14.                          | Geigenprincipal  | 8′  |
| 15.                          | Lieblich Gedeckt | 8′  |
| 16.                          | Salicional       | 8′  |
| 17.                          | Aeoline          | 8′  |
| 18.                          | Fugara           | 4'  |
| 19.                          | Flauto dolce     | 4'  |
| 20.                          | Cornett III-V    | 8′  |

| Pedal C–f1 |             |     |
| 21.        | Subbaß      | 16′ |
| 22.        | Violonbaß   | 16′ |
| 23.        | Posaunenbaß | 16′ |
| 24.        | Octavbaß    | 8′  |
| 25.        | Violoncello | 8′  |

| Manual III C–g3                                                                         |
| Manual ohne Register vorhanden; ob weitere Register eingebaut wurden, ist nicht bekannt |

- Koppeln: II/I, III/II, III/I, I/P, II/P, III/P
- Spielhilfen: Drei feste Kombinationen (Piano, Forte, Tutti)

### Hammer-Orgel von 1962
Da die Walcker-Orgel in der Bombennacht vollständig zerstört wurde, gab die Gemeinde 1950 den Auftrag zur Errichtung einer neuen, dem Kirchenraum angemessenen Orgel, welche durch Emil Hammer aus Hannover errichtet wurde. Im ersten Bauabschnitt 1954 waren erst zehn Register spielbereit, fertiggestellt wurde das elektropneumatische Instrument acht Jahre später mit folgender Disposition:
| Manual I C–g3 |               |     |
| 1.            | Gedacktpommer | 16′ |
| 2.            | Principal     | 8′  |
| 3.            | Spillflöte    | 8′  |
| 4.            | Octave        | 4′  |
| 5.            | Blockflöte    | 4′  |
| 6.            | Nasat         | 2⅔′ |
| 7.            | Waldflöte     | 2′  |
| 8.            | Mixtur IV-VI  | 1⅓′ |
| 9.            | Trompete      | 8′  |

| Manual II C–g3 |              |     |
| 10.            | Gedackt      | 8′  |
| 11.            | Principal    | 4′  |
| 12.            | Rohrflöte    | 4′  |
| 13.            | Principal    | 2′  |
| 14.            | Terzflöte    | 1⅗′ |
| 15.            | Sifflöte     | 1⅓' |
| 16.            | Scharff IV-V | 1'  |
| 17.            | Krummhorn    | 8′  |
|                | Tremulant    |     |

| Pedal C–f1 |                |     |
| 18.        | Untersatz      | 16′ |
| 19.        | Octav          | 16′ |
| 20.        | Rohrpommer     | 4′  |
| 21.        | Nachthorn      | 2′  |
| 22.        | Pedalmixtur IV | 2′  |
| 23.        | Posaune        | 16′ |
| 24.        | Rohrschalmey   | 4′  |

- Koppeln: II/I, III/II, III/I, I/P, II/P, III/P
- Spielhilfen: Zwei freie Kombinationen, Tutti, Einzelabsteller

### Erste Klais-Orgel von 1972
Da der klangliche Zustand der Hammer-Orgel im Laufe der Zeit nicht mehr befriedigte und die Orgel aufgrund der elektropneumatischen Trakturen dringend sanierungsbedürftig war, wurde sie an die katholische Nachbargemeinde Herz Jesu günstig verkauft, welche die Orgel sanieren ließ und bis heute verwendet. Mit der Konzeption einer neuen Orgel wurde Johannes Klais (Bonn) betraut.
| I Schwellwerk C–g3 |                 |       |
| 1.                 | Pommer          | 16′   |
| 2.                 | Rohrgedackt     | 8′    |
| 3.                 | Voix céleste II | 8′    |
| 4.                 | Principal       | 4′    |
| 5.                 | Holztraverse    | 4′    |
| 6.                 | Blockflöte      | 2′    |
| 7.                 | Sifflett        | 1 ⁄3′ |
| 8.                 | Scharff IV      |       |
| 9.                 | Cromorne        | 8′    |
| 10.                | Hautbois        | 4′    |
|                    | Tremulant       |       |

| II Hauptwerk C–g3 |                 |    |
| 11.               | Principal       | 8′ |
| 12.               | Gemshorn        | 8′ |
| 13.               | Oktave          | 4′ |
| 14.               | Metallflöte     | 4′ |
| 15.               | Superoktave     | 2′ |
| 16.               | Sesquialtera II |    |
| 17.               | Mixtur IV       |    |
| 18.               | Trompete        | 8′ |

| III Brust-/Schwellwerk C–g3 |             |        |
| 19.                         | Holzgedackt | 8′     |
| 20.                         | Rohrflöte   | 4′     |
| 21.                         | Nasard      | 2 ⁄3′  |
| 22.                         | Principal   | 2′     |
| 23.                         | Terz        | 1 3⁄5′ |
| 24.                         | Octave      | 1′     |
| 25.                         | Regal       | 16′    |
|                             | Tremulant   |        |

| Pedalwerk C–f1 |                 |     |
| 26.            | Principal       | 16′ |
| 27.            | Subbaß          | 16′ |
| 28.            | Octavbaß        | 8′  |
| 29.            | Metallgedackt   | 8′  |
| 30.            | Holzoktave      | 4′  |
| 31.            | Rauschpfeife IV |     |
| 32.            | Fagott          | 16′ |

- Koppeln: I/II, III/II, I/P, II/P, III/P
- Spielhilfen: Vier Setzerkombinationen

Bei der Explosion 1973 wurde die Orgel nur geringfügig beschädigt und schnell wieder instand gesetzt. Beim Brand 1974 allerdings blieben von der Orgel nur Asche und einige zerschmolzene Zinnpfeifen übrig. Man wich auf ein Leihinstrument aus dem Hause Klais aus, welches übergangsweise im Gemeindesaal aufgestellt wurde und sich heute ebenfalls in der Kirche befindet:
| Manual I C–g3 |           |     |
| 1.            | Prinzipal | 4′  |
| 2.            | Quinte    | 1⅓′ |

| Manual II C–g3 |               |    |
| 3.             | Metallgedackt | 8′ |
| 4.             | Waldflöte     | 2′ |

- Koppeln: Angehängtes Pedal

### Zweite Klais-Orgel von 1977
Die heutige Orgel wurde 1977 von Johannes Klais neu erbaut. Die Disposition der Orgel entspricht vollständig der Disposition der ersten Klais-Orgel von 1972. Einzig die Form des Prospektes wurde leicht verändert, indem anstelle von geflammten Kupferpfeifen in den Spitztürmen Zinnpfeifen eingebaut wurden.  Eingeweiht wurde das Instrument am 4. August 1977.
An der Orgel wirkte seit 1997 Thorsten Pech als Organist, seit 2016 als hauptamtlicher Kantor.